# Эпидемия оспы в Японии (735—737)
Эпидемия оспы в Японии в 735—737 годах (яп. 天平の疫病大流行, пер. «Эпидемия эры Тэмпё») — первая известная эпидемия натуральной оспы в мире, поразившая Японию в 735—737 годах. Во время эпидемии погибло примерно треть всего населения Японии, эпидемия имела огромные социальные, экономические и религиозные последствия на японское общество.

## Описание
За несколько десятилетий до вспышки заболевания японские чиновники приняли китайскую практику, сообщения о вспышках заболеваний среди населения в целом. Такая практика регистрации значительно облегчила идентификацию оспы как болезни, поразившую Японию в 735—737 годах.
Расширение контактов между Японией и материковой частью Азии, привело к серьезным вспышкам инфекционных заболеваний. Эпидемия оспы 735—737 годах, была впервые зарегистрирована примерно в августе 735 года в городе Дадзайфу на севере Кюсю, где инфекция якобы была принесена японским рыбаком, который заразился болезнью после того, как застрял на мели возле Корейского полуострова. В том году болезнь быстро распространилась по северному Кюсю и к 736 году многие арендаторы земли на Кюсю либо умирали, либо отказывались от урожая, что привело к плохим урожаям и, в конечном итоге, к голоду.
В 736 году группа японских чиновников прошла через северный Кюсю. Когда часть группы заболела и умерла, группа отказалась от намеченной миссии на Корейский полуостров. Вернувшись в столицу, чиновники предположительно распространили болезнь на восток Японии и Нара. Болезнь продолжала разорять Японию в 737 году. Одним из проявлений огромного воздействия пандемии было то, что к августу 737 года налоговые льготы были распространены на всю Японию.
Основываясь на финансовых отчетах, смертность взрослого населения от эпидемии оспы 735—737 годов оценивается в 25-35 % всего населения Японии, а в некоторых районах показатели намного выше. Пострадали все слои общества. Многие придворные дворяне погибли из-за оспы в 737 году, в том числе все четыре брата из политически могущественного клана Фудзивара: Фудзивара-но Мутимаро (680—737), Фудзивара-но Фусасаки (681—737), Фудзивара-но Умакай (694—737) и Фудзивара-но Маро (695—737). Их внезапный уход из жизни, позволил их сопернику Татибана-но Мороэ занять высокий официальный пост при дворе императора Сёму.
Эпидемия не только убила значительную часть населения, но и вызвала значительные перемещения, миграцию и дисбаланс рабочей силы по всей Японии. Сильно пострадало строительство и сельское хозяйство, особенно выращивание риса.